# Frank Muth
Frank Muth (* 20. März 1959 in Würzburg) ist ein deutscher Schauspieler und Synchronsprecher. Er arbeitet auch als Synchronautor und Regisseur.

## Leben
Seine Ausbildung erhielt er an der renommierten Otto-Falckenberg-Schule in München. Schon während seines Studiums spielte er seine erste Filmrolle und zwar unter der Regie von Jeanne Moreau an der Seite von Simone Signoret. Nach Beendigung des Studiums spielte er an den Bühnen der Stadt Bonn u. a. unter der Regie von Rudolf Noelte und Jérôme Savary. Weitere Engagements führten ihn an das Niedersächsische Staatsschauspiel Hannover, nach München, Berlin und Düsseldorf. Auch in zahlreichen Fernsehrollen war er zu sehen.
Als Synchronsprecher lieh er seine Stimme u. a. George Clooney, Lee Majors, Phillip Mallet, Phil Hartmann, Giancarlo Esposito und Bjarne Henriksen.

## Filmografie (Auswahl)
- 1979: Mädchenjahre (L'adolescente)
- 1988: Den Drachen töten (Ubit drakona)

## TV-Produktionen (Auswahl)
- 1979: Der Alte – Eine große Familie – ZDF
- 1980: Derrick – Der Tod sucht Abonnenten – ZDF
- 1985: Tatort – Schmerzensgeld – ARD
- 1991: Ehe auf Zeit – ZDF
- 1991: Knastmusik – ARD
- 1993: Happy Holiday – div. Folgen – ARD
- 1993: Rosamunde Pilcher – Zeit der Erkenntnis – ZDF
- 1994: Die Fallers – SWR
- 1994: Die Wache – RTL
- 1996: Hallo, Onkel Doc. – SAT 1
- 1997: Busenfreunde – ARD
- 1997: Schlank bis in den Tod – RTL
- 1999: Liebe ist das beste Elixier – ZDF
- 2001: Meute der Erben – ARD
- 2002: Der Alte – Verlorene Wette – ZDF
- 2002: Inspektor Rolle – Sexinserate – SAT 1
- 2002: Um Himmels Willen – div. Folgen – ARD
- 2003: Adelheid und ihre Mörder – Zu schön, um tot zu sein – ARD
- 2003: Tatort – Bienzle und der Tod im Teig – ARD
- 2005: Arme Millionäre – RTL
- 2005: Ein Fall für zwei – Die Macht der Liebe – ZDF
- 2005: SOKO Wismar  – Wikingergold – ZDF
- 2006: Tatort – Kunstfehler – ARD
- 2006: Typisch Sophie – Ja, ich will – SAT 1
- 2008: Plötzlich Papa – Einspruch abgelehnt! – SAT 1
- 2009: SOKO Wismar – Yachtsaison – ZDF
- 2010: Gräfliches Roulette – ARD
- 2013: Der Kriminalist – Zwei Welten – ZDF
- 2013: Familie Dr. Kleist – Piwis Rückkehr – ARD
- 2013: Notruf Hafenkante – Einmal Traumschiff – ZDF
- 2015: Es bleibt in der Familie – Kinokurzfilm
- 2017: Notruf Hafenkante – Shugar Daddy – ZDF
- 2020: Die Heiland – Das Leben der Anderen – ARD

## Hörbücher (Auswahl)
"Die Karte Gottes" – Spionage Roman. Autor: Emilio Calderon. Hörbuch. Audio Media Verlag.
"Hypnotische Phantasiereisen." Auf den Pfaden der Träume, für mehr Selbsterkenntnis und Glück, Autor: Thomas Niklas Panholzer, Verlag: Südwest
"Augenblick" – Die heilende Kraft der Gegenwart Autor: John Selby. Hörbuch. LangenMüller Verlag.
"Meditation" Autor: Matthieu Ricard. Hörbuch. LangenMüller Verlag.
"Die Seele läuft mit" – Die meditative Laufschule. Autor: Michael Bauer. Hörbuch. Steinbach sprechende Bücher.
"The Opus" – Die Vision. Hörbuch. Steinbach sprechende Bücher.

## Synchronrollen (Auswahl)
David Hasselhoff
- 2012: Christmas Planner – Was für eine Bescherung! als Owen
- 2014: Stretch als David Hasselhoff
- 2015: Sharknado 3 als Gilbert Grayson Shepard
- 2016: Sharknado 4 als Gilbert Grayson Shepard

### Filme
- 1983: Ted McGinley in Ein Traummann auf der Titelseite als Gary Angelo
- 1988: Banjô Ginga in Dragon Ball – Son–Gokus erstes Turnier als Bora
- 1994: Robert Patrick in The Last Chance – Die Nacht der Entscheidung als Reginald Cameron
- 1995: Jay Acovone in Columbo: Seltsame Bettgenossen als Bruno Romano
- 1997: Javier Bardem in Live Flesh – Mit Haut und Haar als David
- 1998: Mewtu in Pokémon der Film
- 1999: Kōichi Tōchika in City Hunter: Ryo Saeba, Live on the Scene als Ichiro Kurokawa
- 2000: Franck Desmaroux in Uneasy Rider als Francois
- 2001: Timothy Carhart in Motocross als Edward Carson
- 2004: Seiji Sasaki in One Piece – Der Fluch des heiligen Schwerts als Bismark
- 2006: George Saunders in Stolen Sex Tapes als Chase
- 2008: Robert Patrick in Autopsy als Dr. David Benway
- 2008: V.J. Foster in Indiana Jones und das Königreich des Kristallschädels als Pfarrer
- 2009: Paul Garret in Cherrybomb als Bob
- 2011: Oliver Muirhead in Like Crazy als Bernard
- 2012: Kim Robillard in Django Unchained als Schankwirt Pete
- 2013: Christophe Kourotchkine in Shanghai, wir kommen! als Christophe
- 2014: Athman Bendaoud in Blut der Sonne als Achraf
- 2015: Steven Hrdlicka in Gallows – Jede Schule hat ein Geheimnis als Nachrichtensprecher
- 2016: Martin Kove in 2 Lava 2 Lantula! als Colonel Jester
- 2019: Rina Hoshino/Kotaro Watanabe in Pokémon Meisterdetektiv Pikachu als Mewtu
- 2024: James Preston Rogers in Beverly Hills Cop: Axel F als Kurtz

### Serien
- 1993–1995: Phil Hartman in Die Simpsons als Troy McClure
- 2005: Masashi Hirose in Gundam Seed als Salib Ashman
- 2006: John Allen Nelson in Vanished als Senator Jeffrey Collins
- 2007–2008: Hitoshi Bifu in Digimon Data Squad als SaberLeomon
- 2012–2013: Brennan Brown in Person of Interest als Special Agent Donnelly
- 2013–2014: Josh Keaton in Winx Club als König Oritel